# Anacortes, Washington
Anacortes là một thành phố nằm trong quận Skagit thuộc tiểu bang Washington, Hoa Kỳ.
Thành phố này được đặt tên theo. Theo điều tra dân số của Cục điều tra dân số Hoa Kỳ năm 2010, thành phố có dân số 15.778 người. Tên "Anacortes" là một sự chuyển thể của tên Anne Curtis Bowman, người là vợ của người định cư Amos Bowman thuộc đảo Fidalgo. Đây là một trong hai thành phố chính của và bao gồm trong Khu vực thống kê đô thị Mount Vernon-Anacortes.
Anacortes được biết đến với bến tàu của tiểu bang Washington và bến cảng phục vụ đảo Lopez, đảo Shaw, đảo Orcas và đảo San Juan, cũng như Victoria, British Columbia (qua Sidney, British Columbia) trên đảo Vancouver. Ngoài ra còn có một phà hoạt động do Skagit County điều hành đảo Guemes, một hòn đảo dân cư nằm trên Kênh Guemes, phía bắc Anacortes.

## Địa lý
Theo Cục điều tra dân số Hoa Kỳ, thành phố có diện tích km2, trong đó có km2 là diện tích mặt nước.